# Pawiak

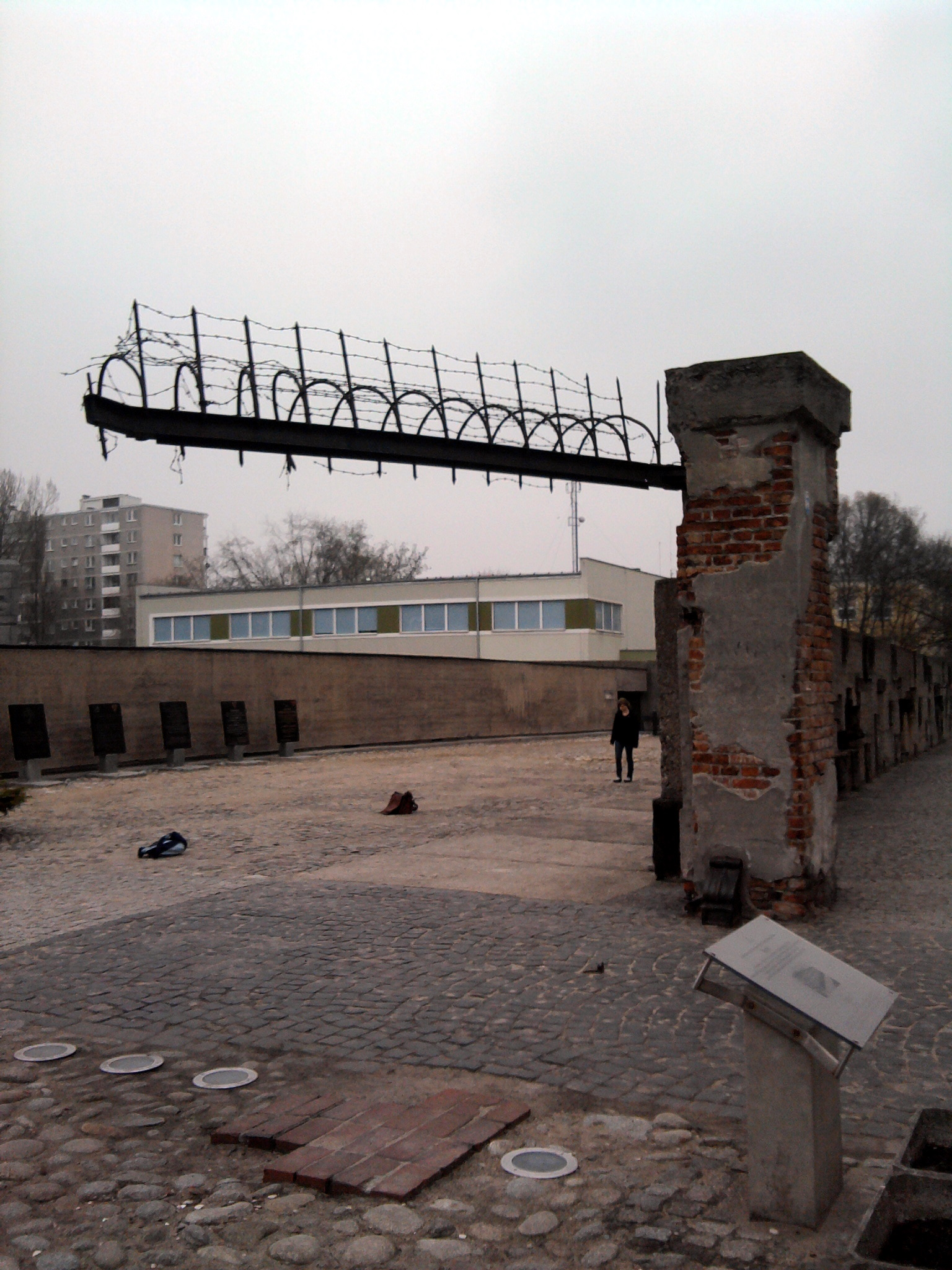
Ehemaliges Gefängnistor Pawiaks (2010)

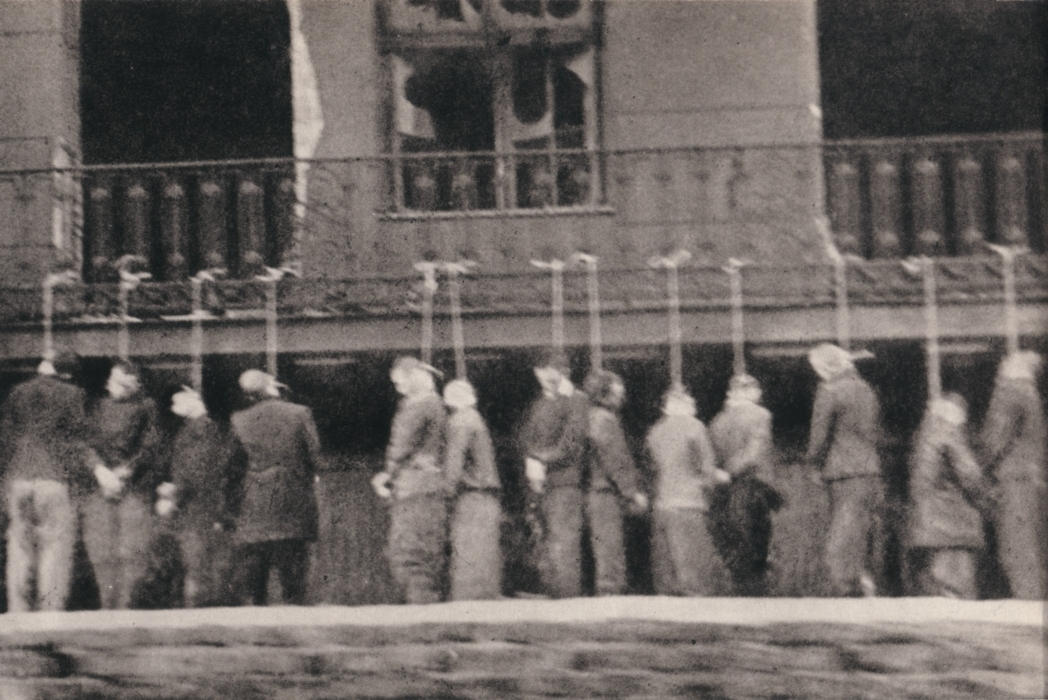
Ermordete Pawiak-Häftlinge im Februar 1944

Der Pawiak (polnisch: [ˈpavjak]) war von 1835 bis 1944 ein berüchtigtes Gefängnis für politische Häftlinge im Zentrum der polnischen Hauptstadt Warschau. Nach der Niederschlagung des Warschauer Ghettoaufstandes diente es dem NS-Staat als Konzentrationslager.

## Geschichte
Das Gefängnis wurde vom zaristischen Russland in den Jahren 1829 bis 1835 zwischen der Dzielna- und der Pawia-Straße (daher der Name) nach Plänen des Architekten Henryk Marconi als russische Haftanstalt erbaut, in der während des Januaraufstands zahlreiche polnische politische Gefangene einsaßen. Außerdem diente es als Internierungslager für Häftlinge, die nach Sibirien verbannt wurden. Im unabhängigen Polen diente der Pawiak als Untersuchungsgefängnis für politische Häftlinge und Kriminelle.
Zu einem Symbol der Unterdrückung und Vernichtung wurde es jedoch erst unter der deutschen Besatzung im Zweiten Weltkrieg. Zwischen 1939 und 1944 wurden dort insgesamt etwa 100.000 Männer und im angeschlossenen Frauengefängnis „Serbia“ mehrere Tausend Frauen gefangen gehalten: Mitglieder des polnischen Untergrunds, aber auch bei den täglichen Razzien wahllos Verhaftete. Davon wurden etwa 37.000 Personen ermordet, weitere 60.000 in die Konzentrationslager weitergeleitet. Zu Verhören wurden Insassen häufig in das Untersuchungsgefängnis der Gestapo in der Aleja Szucha verbracht.
Wegen seiner Lage im Warschauer Ghetto diente der Pawiak den Deutschen während des Ghettoaufstandes als Basis zur Bekämpfung der Juden.
Vom 19. auf den 20. Juli 1944 begann im Gefängnis ein Aufstand, der einen Massenausbruch zum Ziel hatte. Unterstützt wurde der Aufruhr durch einen externen Angriff der Polnischen Heimatarmee, mit der die Häftlinge durch Kassiber in Verbindung standen. Der Aufstand und der Angriff schlugen fehl. 380 Häftlinge wurden daraufhin hingerichtet.
Die letzte Deportation von Häftlingen vor dem Warschauer Aufstand fand am 30. Juli 1944 statt. 2.000 Männer und 400 Frauen wurden in die Konzentrationslager Groß-Rosen und Ravensbrück verschleppt. Nach Ausbruch des Aufstandes am 1. August 1944 wurden alle verbliebenen Häftlinge erschossen und das Gebäude am 21. August in die Luft gesprengt. Erhalten blieben nur einige wenige Mauerreste sowie eine in der Nähe wachsende Ulme, an der Gedenktafeln befestigt wurden. Nachdem der Baum durch die Ulmenkrankheit einzugehen drohte, wurde er im Jahre 2005 durch einen Bronzeabguss ersetzt. Die geborgenen Reste des Baumes wurden präpariert und befinden sich heute im Museum der Gedenkstätte. Dieses befindet sich seit 1990 auf dem Gelände des ehemaligen Gefängnisses.